# 13. Unterseebootsflottille
De 13. Unterseebootsflottille was een operationele eenheid U-Boten van de Duitse Kriegsmarine. De eenheid werd in juni 1943 opgericht en kwam onder leiding te staan van Rolf Rüggeberg.
Vijfenvijftig U-Boten maakten tijdens het bestaan van de eenheid deel uit van de 13. Unterseebootsflottille. De eenheid zat tijdens haar gehele bestaan gevestigd in Trondheim. Vanuit deze basis opereerde de eenheid vooral in de Noordzee en de Atlantische Oceaan. In Trondheim was een grote U-bootbunker gebouwd voor deze eenheid. In september 1944 werd de eenheid gereorganiseerd, omdat er veel boten na Operatie Overlord vanuit de Franse haven arriveerden. Met de overgave van Nazi-Duitsland in mei 1945 werd ook de eenheid officieel opgeheven.

## Commandanten
- Juni 1943 - mei 1945 -Fregattenkapitän Rolf Rüggeberg[1]